# Altus AVA
Altus AVA ist ein seit dem 30. Mai 1984 durch das Bureau of Alcohol, Tobacco, Firearms and Explosives  anerkanntes Weinbaugebiet im US-Bundesstaat Arkansas.

## Lage
Die Rebflächen verteilen sich dabei auf den Verwaltungsbezirk Franklin County im Nordwesten von Arkansas, nahe der namensgebenden Stadt Altus. Die Herkunftsbezeichnung Altus ist integraler Bestandteil der übergeordneten  Arkansas Mountain AVA, die ihrerseits Teil der Bundesstaaten übergreifenden Ozark Mountain AVA ist.
Im Süden wird das Weinbaugebiet Altus AVA vom Arkansas River, im Norden von den Boston Mountains  begrenzt. Der sehr saure Boden ist von lehmiger Natur und von Kieselsteinen durchsetzt.
Aktuell betreiben 5 Weingüter unter dieser Herkunftsbezeichnung einen gewerblichen Weinbau und füllen jährlich fast 3,8 Millionen Liter Wein ab.